# Margareta Matsdotter
Margareta Matsdotter, även kallad Trippelfusspigan, 1652 i Merimasku socken i Finland, död 12 maj 1676 i Stockholm, var en svensk kvinna som avrättades för häxeri i den berömda häxprocessen i Katarina. 

## Biografi
Margareta föddes i Merimasku socken i Finland 1652. I Stockholm var hon anställd som piga i kammarförvanten Trippelfuss gård i korsningen Bondegatan och Gamla Tullportsgatan (Östgötagatan). Hon arbetade våren 1676 hos kungliga krigskollegiets kanslist Erik Johansson Trippelfuss och kallades därför Trippelfusspigan.
Margareta Mattsdotter angav sig själv för häxeri den 24 april 1676, samma dag som domen över Brita Sippel och Anna Månsdotter föll. Samtidigt angav hon sin förra arbetsgivare, ”Göstas Finska” Agnis Johansdotter, för att ha lärt upp henne till att bli häxa. Hon förvarnade rätten om att Agnis aldrig skulle erkänna. Då hon vittnade mot Agnis i rätten sade hon till denna: ”I skulle ha givit mig bättre mat”. 
Rättegången mot Margareta Matsdotter och Maria Jöransdotter gick snabbt, då de båda hade angett sig själva för häxeri och förklarat sig skyldiga. Det har förekommit spekulationer om att de var sinnesförvirrade, eller att de ville begå självmord och använde sig av avrättningen som metod, eftersom människor vid denna tid var rädda för att hamna i helvetet om de begick självmord, då avrättade personer som ångrade sig tvärtom förväntades hamna i himmeln. Detta var en känd metod för personer som önskade begå självmord under denna tidsperiod.
Flera barn vittnade mot dem. Barnens vittnesmål motsade varandra, men det sågs inte som ett problem eftersom de åtalade hade erkänt, och bekräftade barnens vittnesmål. På grund av sin ungdom förutsattes de ha en äldre kvinna som läromästare. Maria Jöransdotter angav först Karin Johansdotter, som begått självmord i fängelset och därefter pekade de tillsammans ut Anna Persdotter. Anna nekade och dömdes därför till att brännas levande. Hon övertalades i fängelset att bekänna, av sina medfångar Margareta Matsdotter och Maria Jöransdotter. Margareta vittnade mot Malin Matsdotters döttrar, Annika Eriksdotter och Maria Eriksdotter. 
Matsdotter dömdes till döden 9 maj och avrättades genom halshuggning 12 maj. Agnis Johansdotter uppgav, efter Margaretas avrättning, att Margareta ljög och hade ertappats stjäla vid fler tillfällen. I kommissorialrättens redogörelse efter att häxprocessen hade avbrutits, fick Margareta Matsdotter, Lisbet Carlsdotter och Agnis Eskilsdotter skulden för Malin Matsdotters och Anna Simonsdotters avrättning.